# Måns Eriksson (arkitekt)
Måns Eriksson, född 7 mars 1875, död 12 juli 1957, var en svensk arkitekt, främst verksam i Svalöv.

## Biografi
Eriksson tog examen vid Malmö tekniska elementarskola 1894. Han arbetade därefter för olika arkitektbyråer i Malmö och Helsingborg, däribland Alfred Hellerström. Han startade en egen arkitektverksamhet i Malmö 1905. År 1911 flyttade han till Svalöv. Där ritade han ett flertal byggnader och satte prägel på staden och kom att benämnas som ortens "egen arkitekt".
Han hade vidare ett stort intresse för husdjursavel och ägnade sig åt uppfödning av getter och fjäderfän, i synnerhet ankor. Han var bland annat ordförande för Sveriges fjäderfäodlares riksförbund och tillskrivs lantrasen svensk gul anka. Han var också lärare vid Lantbruksinstitutet i Alnarp och Svalövs lantmannaskola.
Vidare var Eriksson aktiv som löpare och medstiftare till både Malmö AI och Svalövs idrottssällskap. Han tillskrivs bland annat utformningen för MAI:s klubbmärke. Dessutom var han medgrundare till Malmö teknologförbund.

## Verk
- Dalby tingshus, Dalby, ombyggnad 1906.[9][10]
- Centralskolan, Svalöv[5]
- Forslidsgården, Svalöv[5]

Eriksson arbetade vidare bland annat för Utsädesbolaget och ritade kvarnar och magasin i bland annat Svalöv, Östraby, Lund och Kågeröd.